# Richard Dawson
Richard Dawson, nacido Colin Lionel Emm (20 de noviembre de 1932 - 2 de junio de 2012) fue un actor y cómico estadounidense de origen británico.
Dawson era bien conocido por interpretar el cabo Peter Newkirk en la serie Hogan's Heroes, siendo el anfitrión original de la serie Family Feud de 1976-1985 y 1994-1995, y un miembro del jurado regular en la versión 1970 de Match Game en CBS desde 1973 a 1978. Después de una exitosa carrera en la televisión británica y el cine, Dawson se mudó a Los Ángeles. En 1984, se convirtió en ciudadano estadounidense conservando su ciudadanía británica.

## Biografía

### Primeros años
Dawson nació en Gosport, Hampshire, Inglaterra, el 20 de noviembre de 1932., hijo de Arthur y Josephine Emm. A la edad de 14 años se escapó de casa para unirse a la marina mercante, donde hizo carrera en el boxeo. Después de su retiro,  persiguió una carrera en la comedia, con el nombre artístico de Dickie Dawson; cuando llegó a la edad adulta, revisó su nombre para convertirlo en Richard Dawson y posteriormente lo legalizó como su nombre real.

### Vida personal y familiar
Tuvo dos hijos, Mark Dawson (nacido en 1960) y Gary Dawson (nacido en 1962), de su primer matrimonio, con la actriz Diana Dors, que terminó en divorcio. Tuvo también cinco nietos. En 2012, Dawson murió de complicaciones de un cáncer de esófago. Está enterrado en el Westwood Memorial Park de Los Ángeles.

## Filmografía (Selección)

### Películas
| Año  | Título                    | Título original       | Personaje      | Notas            |
| ---- | ------------------------- | --------------------- | -------------- | ---------------- |
| 1987 | Perseguido                | Running Man           | Damon Killian  | Última actuación |
| 1978 | Cómo ligarse a las chicas | How to Pick Up Girls! | Chandler Corey |                  |
| 1968 | La brigada del diablo     | The Devil's Brigade   | Hugh McDonald  |                  |

### Series
| Año       | Título                     | Título original            | Personaje          | Notas         |
| --------- | -------------------------- | -------------------------- | ------------------ | ------------- |
| 1973-1974 | The New Dick Van Dyke Show | The New Dick Van Dyke Show | Richard Richardson | 7 episodios   |
| 1970-1973 | Rowan & Martin's Laugh-In  | Rowan & Martin's Laugh-In  | Él mismo           | 41 episodios  |
| 1965-1971 | Los héroes de Hogan        | Hogan's Heroes             | Cabo Peter Newkirk | 168 episodios |